# مجلة شيراز
مجلة شيراز (بالفارسية: مجله شیراز) مجلة ثقافية إيرانية تصدر باللغة العربية من طهران، تختص بترجمة الأدب الفارسي إلى العربية، تعد النافذة الفصلية الوحيدة على الأدب الإيراني الحديث للقارئ العربي، يرأس تحريرها الكاتب والمترجم موسى بيدج.

## النشاط الصحفي
باشرت  أعداد المجلة الصدور في ربيع 2004 وقدّمت الكثير من الشعراء الإيرانيين إلى العربية مثل: سهراب سبهري، وأحمد شاملو، وحافظ شيرازي، وفروغ فرخزاد، بجانب شعراء إيرانيين محدثين مثل علي رضا قزوة، وكروس عبدالملكيان، وروائيين مثل صادق هدايت، وهوشنغ كلشيري، ومولود دولت أبادي، وأمين حسن فردي.

## هيئة التحرير
- رئيس التحرير: موسى بيدج وتقع على عاتقه ترجمة الكثير من القصائد من الفارسية إلى العربية والعكس
- المدير الفني الذي ينفذ التخطيطات الداخلية ولوحة الغلاف: باسم الرسام
- لجنة الترجمة المكونة من: جمال كاظم، حيدر نجف، سمير أرشدي، صادق خورشا[3]

## انظر ايضًا
- صحيفة كيهان